# Gustaaf Van Cauter
Gustaaf Van Cauter (* 31. März 1948 in Mechelen) ist ein ehemaliger belgischer Radrennfahrer und Weltmeister im Radsport.

## Sportliche Laufbahn
Van Cauter war ein erfolgreicher Junior und Amateur, bevor er 1971 seinen ersten Start in der belgischen Nationalmannschaft hatte; er fuhr die DDR-Rundfahrt und schied nach einem Etappensieg sturzbedingt aus dem Rennen aus.
Im August wurde er bei den Straßenweltmeisterschaften Titelträger im Mannschaftszeitfahren. Kurz zuvor hatte der belgische Vierer den Internationalen Olympia-Preis (ein 100-Kilometer-Mannschaftszeitfahren) in der DDR gewonnen. Im folgenden Jahr wurde er Dritter bei den Militär-Weltmeisterschaften und gewann eine Etappe der heimischen Belgien-Rundfahrt, die er auf Platz vier beendete. Bei den Olympischen Sommerspielen in München belegte er mit dem belgischen Vierer den vierten Platz, später wurde die drittplatzierte niederländische Mannschaft disqualifiziert und Belgien die Bronzemedaille zuerkannt.
1973 wurde Van Cauter Berufsfahrer beim Team Watney-Maes. 1973 fuhr er die Tour de France und schied auf der 13. Etappe aus. Nach einer wenig erfolgreichen Saison 1973 beendete er seine Laufbahn.